# الکساندر نولنبرگر
الکساندر نولنبرگر (انگلیسی: Alexander Nollenberger؛ زادهٔ ۴ ژوئن ۱۹۹۷) بازیکن فوتبال است.